# 생제르베레뱅-르파예역
생제르베레뱅-르파예역(프랑스어: Gare de Saint-Gervais-les-Bains-Le Fayet)은 프랑스 남동부 오트사부아주 생제르베레뱅 마을의 기차역이다. 라로슈-쉬르-포롱에서 출발하는 표준궤인 라로슈-쉬르-포롱-생제르베레뱅-르파예선의 남동쪽 종착역이다. 또한 스위스 국경에서 1,000mm 미터궤인 생제르베-발로신선의 남서쪽 종착역이자 몽블랑 트램웨이의 서쪽 종착역이다. 레만 익스프레스의 남동쪽 종착역이며, 그랑 제네브(Grand Genève)의 교외 철도망으로 2019년 운행을 시작했다.
역은 몽블랑 익스프레스의 제설기를 포함한 유지 보수 장비의 기지이다.

## 운행편
2020년 12월 시간표 변경에 따라 다음 철도 서비스가 생제르베레뱅-르파예에서 정차한다.
- 테제베 이누이 : 동절기 주말에는 파리-리옹까지 하루 2회 왕복,
- 레만 익스프레스 L3 / TER 오베르뉴-론-알프: 안마스까지 매시간 운행, 코페까지 2시간마다 운행.
- TER 오베르뉴-론-알프:
  - 발로신까지 매시간 운행
  - 안시까지 러시아워 운행

샤모니-몽블랑, 레콩타민, 생제르베부르 및 파시(Passy)로 가는 버스가 있다.